# 卡萊米
卡萊米是剛果民主共和國的城鎮，也是坦噶尼喀省的首府，位於坦噶尼喀湖西岸，2005年人口147,065。2005年12月5日，坦噶尼喀湖發生地震，震央距離卡萊米55公里，導致數十間房屋倒塌。

## 外部連結
- Web site of Kalemie / Bukavu / Kalima area（页面存档备份，存于）

5°56′S 29°12′E / 5.933°S 29.200°E